# Parancistrocerus difformis
Parancistrocerus difformis är en stekelart som beskrevs av Giordani Soika 1995. Parancistrocerus difformis ingår i släktet Parancistrocerus och familjen Eumenidae. Utöver nominatformen finns också underarten P. d. nigerrimus.